# Пасо Сан Ђинезио (Мачерата)
Пасо Сан Ђинезио (итал. Passo San Ginesio) насеље је у Италији у округу Мачерата, региону Марке.
Према процени из 2011. у насељу је живело 284 становника. Насеље се налази на надморској висини од 339 м.